# Моник
Моник (енгл. Mo'Nique; рођена 11. децембра 1967, у Вудлону, Балтимор, САД) је америчка филмска и телевизијска глумица. Глумачку каријеру започела је 2000. године, али је све до 2009. године играла у нискобуџетним или независним филмовима. Тек је 2009. године добила преко тридесет награда широм света за улогу Мери Ли у филму „Драгоцена“. Неке од тих награда су Златни глобус, Награда Удружења глумаца, Награда критике, Награда BAFTA и Оскар за најбољу споредну глумицу.

## Филмографија
| Улоге Моник |              |               |       |          |
| Година      | Српски назив | Изворни назив | Улога | Напомена |
| 2009.       | Драгоцена    |               |       |          |